# Kid (film, 2000)
Kid (v anglickém originále Disney's The Kid) je americká filmová komedie z roku 2000. Režisérem filmu je Jon Turteltaub. Hlavní role ve filmu ztvárnili Bruce Willis, Spencer Breslin, Emily Mortimer, Lily Tomlin a Chi McBride.

## Obsazení
| Bruce Willis    | Russ Duritz       |
| Spencer Breslin | Rusty Duritz      |
| Emily Mortimer  | Amy               |
| Lily Tomlin     | Janet             |
| Chi McBride     | Kenny             |
| Juanita Moore   | Kennyho babička   |
| Jean Smart      | Deidre Lefever    |
| Dana Ivey       | Suzanne Alexander |
| Larry King      | sebe              |
| Nick Chinlund   | sebe              |
| Matthew Perry   | Vivian            |